# Potro de rabia y miel
Potro de rabia y miel es el último disco de estudio del cantaor español Camarón de la Isla, publicado el 26 de abril de 1992.
En este álbum con portada de Barceló, se rodea de Paco de Lucía, Tomatito, etc. El disco se compone de tangos, tanguillos, bulerías, pero también estilos de la profundidad de la taranta en la que evoca a Chacón y a El Cojo de Málaga, componen este Potro de Rabia y Miel.
La grabación coincidió con la aparición de su enfermedad terminal, un cáncer de pulmón, el cual acabaría con su vida meses más tarde. Camarón reconocía en una entrevista en el diario El País, que su voz ya se notaba enferma en ese disco. En el artículo de Miquel Jurado, publicado en el mismo diario el 3 de julio de 1992, se destaca que «esa cruda realidad queda reflejada en una sensibilidad a flor de piel, un dramatismo constante que provoca una vez tras otra el estremecimiento».
Ha sido certificado con disco de oro por la venta de más de 50 000 copias. El disco tardó 14 meses en grabarse.

## Lista de canciones
1. Una rosa pa tu pelo (Tanguillos) - 3:37
2. Mi nazareno (Bulerías) - 5:13
3. Se me partió la barrena (Taranta) - 3:27
4. Potro de rabia y miel (Bulerías) - 5:50
5. La primavera (Rumba) - 3:57
6. Yo vendo pescaíto (Bulerías) - 4:04
7. Eres como un laberinto (Tangos) - 4:54
8. La calle de los lunares (Bulerías) - 5:00
9. Un caballo y una yegua (Rumba) - 3:51

## Créditos y personal
- Camarón de la Isla - cante.
- Paco de Lucía - guitarra.
- Tomatito - guitarra.
- Carlos Benavent - bajo eléctrico.
- Antonio Carmona - percusión, palmas.
- Guadiana - percusión, palmas.
- Manuel Soler - percusión, palmas.
- Ramón El Portugués - percusión, palmas.
- Antonio Humanes - coros.
- Esperanza Fernández - coros.